# Municipio de Brookfield (condado de Clinton)
El municipio de Brookfield (en inglés: Brookfield Township) es un municipio ubicado en el condado de Clinton en el estado estadounidense de Iowa. En el año 2010 tenía una población de 416 habitantes y una densidad poblacional de 4,43 personas por km².

## Geografía
El municipio de Brookfield se encuentra ubicado en las coordenadas 41°59′21″N 90°43′24″O / 41.98917, -90.72333. Según la Oficina del Censo de los Estados Unidos, el municipio tiene una superficie total de 94 km², de la cual 94 km² corresponden a tierra firme y (0 %) 0 km² es agua.

## Demografía
Según el censo de 2010, había 416 personas residiendo en el municipio de Brookfield. La densidad de población era de 4,43 hab./km². De los 416 habitantes, el municipio de Brookfield estaba compuesto por el 97,6 % blancos, el 0,96 % eran afroamericanos, el 0,24 % eran amerindios, el 0,72 % eran asiáticos, el 0,24 % eran de otras razas y el 0,24 % eran de una mezcla de razas. Del total de la población el 0,48 % eran hispanos o latinos de cualquier raza.